# لونا ۱۷

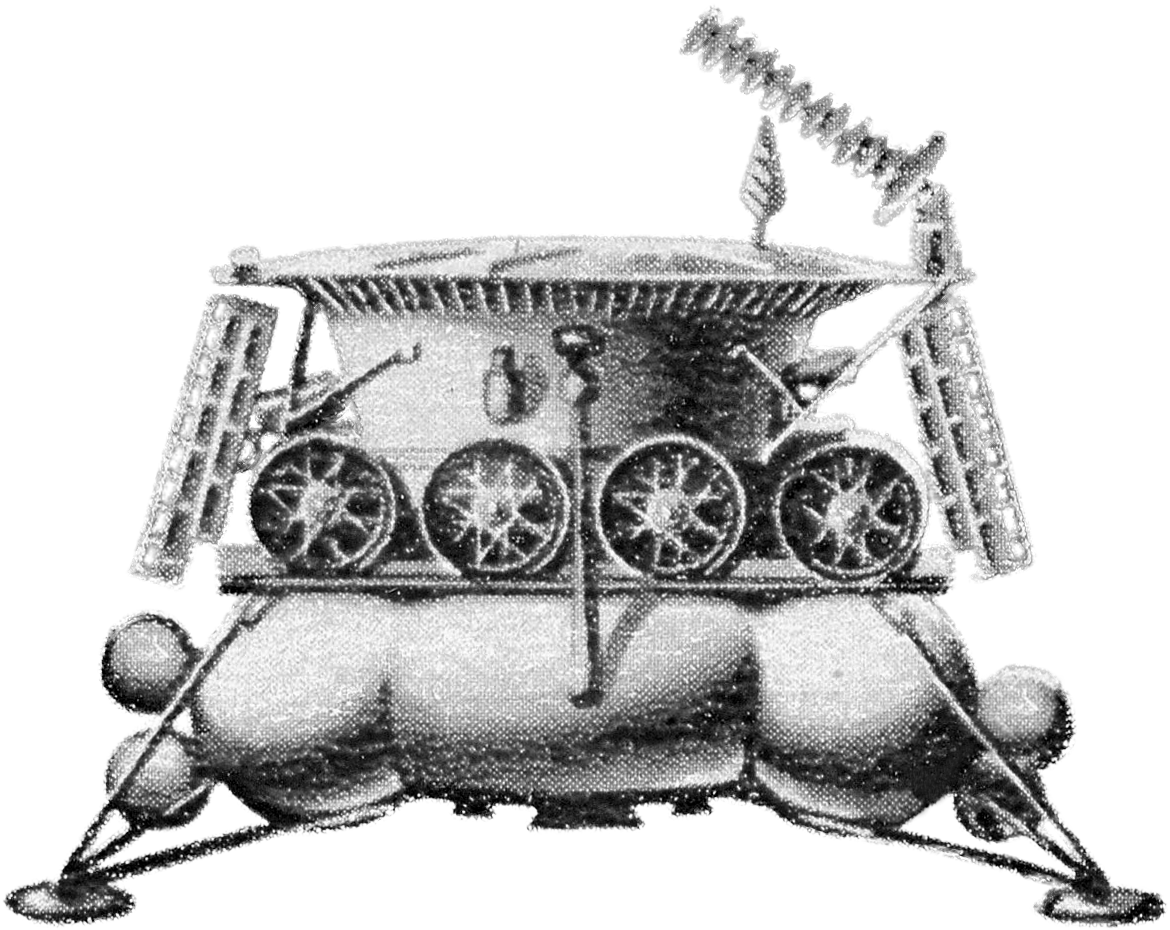
لونا ۱۷ (به انگلیسی: Luna 17) یا لونیک ۱۷ (به انگلیسی: Lunik 17) یک فضاپیمای بدون سرنشین ساخت شوروی

لونا ۱۷ (به انگلیسی: Luna 17) یا لونیک ۱۷ (به انگلیسی: Lunik 17) یک فضاپیمای بدون سرنشین برنامه لونا ساخت اتحاد جماهیر شوروی سوسیالیستی است. این فضاپیما از کره زمین به سوی فضا پرتاب شد و در ۱۵ نوامبر ۱۹۷۰ در مدار کره ماه قرار گرفت. سرنجام این فضاپیما در دریایی از باران در سطح ماه فرود آمد.